# Hans Vermeer
Hans Josef Vermeer (24. září 1930 Iserlohn – 4. února 2010 Heidelberg) byl německý lingvista a translatolog, který je znám především jako zakladatel teorie skoposu. Mezi jeho další předměty zájmu patřila mimo jiné portugalština, germanistika (zejména středověká odborná literatura), lingvistika, indologie, translatologie a dějiny překladu.

## Život a akademická dráha
Hans Vermeer se narodil 24. září 1930 v německém Iserlohnu, kde v roce 1950 dokončil středoškolské vzdělání. Ještě téhož roku nastoupil na bakalářské studium překladatelství (specializace angličtina a španělština) na Univerzitě Heidelberg, které dokončil v roce 1952. Poté, co strávil nějaký čas v Portugalsku na Univerzitě v Lisabonu, získal v roce 1953 ještě jeden bakalářský titul v oboru překladatelství, tentokrát se zaměřením na portugalštinu. Ve studiu portugalštiny pak pokračoval i v magisterském studiu, které dokončil o rok později (obor překladatelství a tlumočnictví).
Následující roky pak působil na Univerzitě Heidelberg. Mezi lety 1954 a 1962 vyučoval portugalštinu na tamější Katedře překladatelství a tlumočnictví. V roce 1962 obhájil svou disertační práci o názvosloví barev v nejrůznějších indoevropských jazycích, jejich odlišnostech a problematice překladu. V letech 1962–1964 vyučoval jazyky jižní Asie (například urdštinu a hindštinu) na Katedře moderních jazyků. V roce 1968 obhájil svou habilitační práci zabývající se strukturou středoasijských a jihoasijských jazyků, čímž přispěl k problematice tzv. jazykových svazů. Mezi lety 1968 a 1970 působil jako odborný asistent na Katedře lingvistiky. V následujících letech se přesunul na Univerzitu Johannese Gutenberga v Mohuči, kde až do roku 1983 vedl sekci Obecné a aplikované lingvistiky. Následně se však vrátil zpět do Heidelbergu, kde byl v letech 1984–1992 vedoucím sekce Obecné translatologie se zaměřením na portugalštinu.
Kromě pedagogické činnosti se intenzivně věnoval i výzkumu. Již v 60. letech 20. století cestoval do Indie, Pákistánu a na Cejlon, kde zkoumal tamější dialekty a varianty angličtiny a portugalštiny. V rámci téhož výzkumného projektu vycestoval i do Štýrského Hradce a Anglie. V roce 1986 odcestoval do Španělska, kde studoval baskičtinu. Dalšími zeměmi, kam v souvislosti se svým výzkumem zavítal, byly Finsko, Turecko, Japonsko či Indonésie.
Ačkoliv odešel v roce 1992 do důchodu, rozhodl se ve své akademické práci i nadále pokračovat. Nejenže se stal emeritním profesorem, ale následně byl jmenován i hostujícím profesorem na řadě německých a evropských univerzit. Byl mimo jiné pozván na Humboldtovu univerzitu v Berlíně (1992), na Univerzitu Innsbruck (1999–2002) a na Bosporskou univerzitu (2002–2003) v Istanbulu. V roce 2008 se jako hostující profesor vrátil na Univerzitu Heidelberg a na Univerzitu Johannese Gutenberga, kde působil na Fakultě překladatelství a tlumočnictví, lingvistiky a kulturních studií až do roku 2010.
17. ledna 2010, tedy jen pár dní před jeho smrtí, mu byl Univerzitou Johannese Gutenberga udělen čestný doktorát. V Německu šlo o první titul tohoto druhu udělený v oboru překladatelství.

## Dílo
Ačkoliv jej nejvíce proslavila jeho teorie skoposu (která měla zásadní význam pro rozvoj funkcionalistické myšlenkové školy v translatologii), je rovněž autorem celé řady dalších, tematicky různorodých článků a knih z oblasti lingvistiky, překladu a tlumočení. Za svůj život napsal více než 300 publikací. Vermeer ovšem nebyl pouze teoretikem – sám od roku 1953 také aktivně překládal a tlumočil: mezi jeho pracovní jazyky patřila například portugalština, francouzština a baskičtina.
Jeho první publikace, která vyšla v roce 1959, se týkala portugalštiny. Od roku 1960 začal vydávat i práce věnované germanistice, v roce 1963 publikoval svá první díla zabývající se lingvistikou a indologií. V tomto období se také začal zajímat o translatologii (které nakonec zasvětil přes polovinu svých publikací) a výuku cizích jazyků.
Od roku 1986 působil také jako redaktor. Jeho významným počinem bylo vydávání časopisu TEXTconTEXT, v němž dal slovo méně známým badatelům – řada z nich se později stala vyučujícími translatologie na nejrůznějších německých univerzitách. V roce 1989 vydal první ze série publikací th (translatorisches handeln), o něco později započal edici TEXTconTEXT Wissenschaft.
Mezi jeho další příspěvky patří vydání sedmi svazků věnovaných dějinám a teorii překladu, v nichž využil své znalosti hebrejštiny, řečtiny, latiny, různých románských jazyků a angličtiny, stejně jako poznatky z indologie a historického vývoje němčiny.
Hans Vermeer sehrál důležitou roli při formování dnešní podoby translatologie, a to zejména svou snahou o větší interdisciplinaritu oboru. Translatologii totiž podle něj nestačí stavět pouze na lingvistice samotné: jednak z toho důvodu, že překlad či tlumočení nejsou procesy pouze lingvistické, jednak proto, že lingvistika si neumí klást takové otázky, které by pomohly veškeré problémy translatologie vyřešit.

### Výběr z díla
- VERMEER, Hans. Adjektivische und verbale Farbausdrücke in den indogermanischen Sprachen mit ē-Verben. Ein Beitrag zur Frage der Wortarten und zum Problem der Übersetzbarkeit. Heidelberg: Julius Groos, 1963.
- VERMEER, Hans. Untersuchungen zum Bau zentral-süd-asiatischer Sprachen: Ein Beitrag zur Sprachbundfrage. Heidelberg: Julius Groos, 1969.
- VERMEER, Hans. Einführung in die linguistische Terminologie. Darmstadt: Wissenschaftliche Buchgesellschaft, 1971.
- VERMEER, Hans. Allgemeine Sprachwissenschaft: Eine Einführung. Freiburg: Rombach, 1972.
- VERMEER, Hans. Aufsätze zur Translationstheorie. Heidelberg: Vermeer, 1983.
- VERMEER, Hans; REISS, Katharina. Grundlegung einer allgemeinen Translationstheorie. Tübingen: Niemeyer, 1984.
- VERMEER, Hans; WITTE, Heidrun. Mögen Sie Zistrosen? Scenes & frames & channels im translatorischen Handeln. Heidelberg: Julius Groos, 1990.
- VERMEER, Hans. Skopos und Translationsauftrag: Aufsätze. Heidelberg: Institut für Übersetzen und Dolmetschen, 1990.
- VERMEER, Hans. Skizzen zu einer Geschichte der Translation. Frankfurt am Main: IKO-Verlag für Interkulturelle Kommunikation, 1991.
- VERMEER, Hans. Wie lernt und lehrt man Translatorisch(-)?. Lebende Sprachen. 1993, roč. 38, s. 5–8.
- VERMEER, Hans. A skopos theory of translation (some arguments for and against). Heidelberg: TEXTconTEXT, 1996.
- VERMEER, Hans. Translation and the "meme". Target – International Journal of Translation Studies. 1997, roč. 9, čís. 1, s. 155–166.
- VERMEER, Hans. Starting to unask what translatology is about. Target – International Journal of Translation Studies. 1998, roč. 10, čís. 1, s.  41–68.
- VERMEER, Hans. Luhmann's "Social Systems" theory: Preliminary fragments for a theory of translation. Berlin: Frank & Timme, 2006.
- VERMEER, Hans. Ausgewählte Vorträge zur Translation und anderen Themen: Selected papers on translation and other subjects. Berlin: Frank & Timme, 2007.